# Nadpisywanie metod
Nadpisywanie metod (ang. method overriding) – w programowaniu zorientowanym obiektowo, cecha pozwalająca klasie pochodnej na specyficzną implementację metody, która została już zdefiniowana w jednej z klas bazowych. Implementacja w klasie pochodnej powoduje nadpisanie (zamianę) implementacji z klasy bazowej za pomocą metody o tej samej nazwie, tych samych parametrach i tym samym zwracanym typie danych jak w przypadku metody z klasy bazowej. Wersja wykonanej metody zostanie określona przez obiekt, który ją wywoła: Jeśli w tym celu wykorzystywany jest obiekt z klasy bazowej, wówczas metoda z tej klasy zostanie wykonana; jeżeli z kolei używany jest obiekt z klasy pochodnej, wówczas wykonana zostanie wersja metody z klasy pochodnej. Niektóre języki posiadają funkcje, dzięki którym programista może zapobiec nadpisywaniu metod.